# Migné
Migné é uma comuna francesa na região administrativa do Centro, no departamento Indre. Estende-se por uma área de 53,5 km². Em 2010 a comuna tinha 286 habitantes (densidade: 5,3 hab./km²).